# Franz Inthaler
Franz Inthaler (* 26. September 1940 in Wien; † 14. Jänner 2004 in Gießhübl) war ein österreichischer Radrennfahrer.
Sein älterer Bruder Fritz Inthaler (* 1937) war vor allem in den 1950er und 1960er Jahren ebenfalls im Radsport aktiv und nahm unter anderem an den Olympischen Sommerspielen 1960 in Rom teil.

## Leben und Wirken
Franz Inthaler wurde am 26. September 1940 in Wien geboren und nahm ab den späten 1950er Jahren an Radrennen im Erwachsenenbereich teil. So wurde er unter anderem bei der zweiten Etappe des Rennens Wien–Rabenstein–Gresten–Wien 1965, das nach der Österreich-Rundfahrt das wichtigste österreichische Radrennen war, Erster; dicht gefolgt vom späteren Sieger des Rennens, Kurt Schweiger. Über weitere Ergebnisse in den nachfolgenden ist nichts Näheres bekannt. Während Fritz im darauffolgenden Jahr an Olympischen Sommerspielen 1960 in Rom teilnahm, dürfte der jüngere der beiden vorwiegend auf nationaler Ebene zum Einsatz gekommen sein. Bei der 3. Etappe der Österreich-Rundfahrt 1963 konnte er einen fünften Platz verzeichnen; ein Jahr zuvor hatte er in der Gesamtwertung den 42. Platz belegt. Kleinere Erfolge konnte er im Jahre 1964 verzeichnen, als er bei der achten Etappe der Österreich-Rundfahrt Dritter wurde und als Fahrer der Union Peterquelle, gesponsert vom steirischen Mineralwasserabfüller Peterquelle, die Burgenland-Rundfahrt auf dem gesamtzweiten Platz abschloss. Weiters wurde er in diesem Jahr österreichischer Staatsmeister im Mannschaftszeitfahren über 100 Kilometer. 1965 schloss er die zweite Etappe von Wien-Rabenstein-Gresten-Wien auf dem zweiten Platz hinter Walter Malicek ab und schafft es bei der Österreich-Rundfahrt gleich in vier der acht Etappen unter die zehn besten Fahrer. Im Endklassement reichte es lediglich für den 17. Rang. Außerdem konnte er in diesem Jahr seinen Titel als österreichischer Staatsmeister im Mannschaftszeitfahren über 100 Kilometer verteidigen.
Ein Jahr später startete Inthaler erfolgreich in die Österreich-Rundfahrt, wurde Dritter auf der 1. Etappe, gewann sogar die zweite Etappe von Wien nach Gleisdorf, konnte aber danach nicht mehr auf die vorderen Plätze fahren. Am Ende musste er sich in der Gesamtwertung mit dem zwölften Platz, dem besten Ergebnis seiner Karriere, zufriedengeben. Inthalers einzigen namhaften Bahnerfolg konnte er im Jahre 1967 feiern, als er zusammen mit dem zu dieser Zeit sehr erfolgreichen Heinz Oberst im Zweier-Mannschaftsfahren den Staatsmeistertitel gewann. Auf der Straße kam er 1967, obgleich er nur bei einer einzigen Etappe unter die besten zehn Fahrer gefahren war, immerhin noch auf den 16. Platz in der Gesamtwertung der Österreich-Rundfahrt. Davor hatte er bereits in diesem Jahr die erste Etappe von Wien-Rabenstein-Gresten-Wien als Dritter beendet und belegte ebendiesen Platz auch in der Gesamtwertung. Das nachfolgende Jahr 1968 war weitgehend durchwachsen. Während er in diesem Jahr österreichischer Staatsmeister der Amateure wurde und auch das Rennen Wien-Rabenstein-Gresten-Wien als Drittplatzierter positiv abschloss, hatte es der damals 27-Jährige bei der Österreich-Rundfahrt 1968 nicht so einfach. Mit über eineinhalb Stunden Rückstand auf den Sieger Jan Krekels aus den Niederlanden kam Inthaler lediglich auf den 33. Platz in der Gesamtwertung. Etwas besser verlief das nachfolgende Jahr, in dem er immerhin 19. wurde, nachdem er unter anderem die 8. Etappe auf Rang fünf abgeschlossen hatte. Obwohl er zwei Mal unter die Top 10 fuhr, kam er bei der Österreich-Rundfahrt 1970 nicht über einen 23. Platz in der Gesamtwertung hinaus.
Anfang der 1970er Jahre konnte Inthaler nochmals einige nationale Erfolg einfahren, so wurde er bei der 3. Etappe der Österreich-Rundfahrt Dritter (Gesamt-42.) und gewann erstmals die Burgenland-Rundfahrt. Auch ein Jahr später ging er als Sieger der Burgenland-Rundfahrt hervor und schloss zudem die zweite Etappe des Rennens Wien-Rabenstein-Gresten-Wien als Zweitplatzierter ab. Bei der Österreich-Rundfahrt fuhr Inthaler im Jahre 1972 erstmals nicht durch und musste aufgeben. Nach Platz 2 bei der ersten Etappe und dem dritten Rang bei Etappe zwei reichte es für Inthaler für den Gesamtsieg des Rennens Wien-Rabenstein-Gresten-Wien im Jahre 1973. Mit einem vierten Platz bei der ersten Etappe (Wien-Linz) erfolgreich in die 25. Österreich-Rundfahrt gestartet, konnte der 32-Jährige danach nicht mehr auf die vorderen Plätze fahren und rangierte im Endklassement lediglich auf dem 35. Platz. Nachdem er 1974 bei den österreichischen Straßen-Radmeisterschaften der Elite auf den zweiten Platz gekommen war, ließ Inthaler seine aktive Karriere als Sportler langsam ausklingen. Über spätere Ergebnisse des gebürtigen Wieners ist nichts mehr bekannt.
Am 14. Jänner 2004 starb Inthaler 63-jährig in der Gemeinde Gießhübl in Niederösterreich.